# Папаша (рассказ)
«Папаша» — рассказ русского писателя XIX-XX века Антона Павловича Чехова, написанный в 1880 году и впервые опубликованный 29 июня 1880 года под псевдонимом «Ан. Ч.» в двадцать шестом номере художественно-юмористического журнала «Стрекоза». Разрешение цензурного комитета было получено 26 июня.
В 1882 году Антон Павлович планировал напечатать рассказ в составе авторского сборника «Шалость». Для этого в произведение были внесены небольшие стилистические изменения, а также важное дополнение — описание взятки. Сборник был отпечатан, но в итоге был не допущен цензурой.
Прообразом учителя математики мог послужить учитель Таганрогской гимназии Владимир Дмитриевич Старов.